# Посикунчики

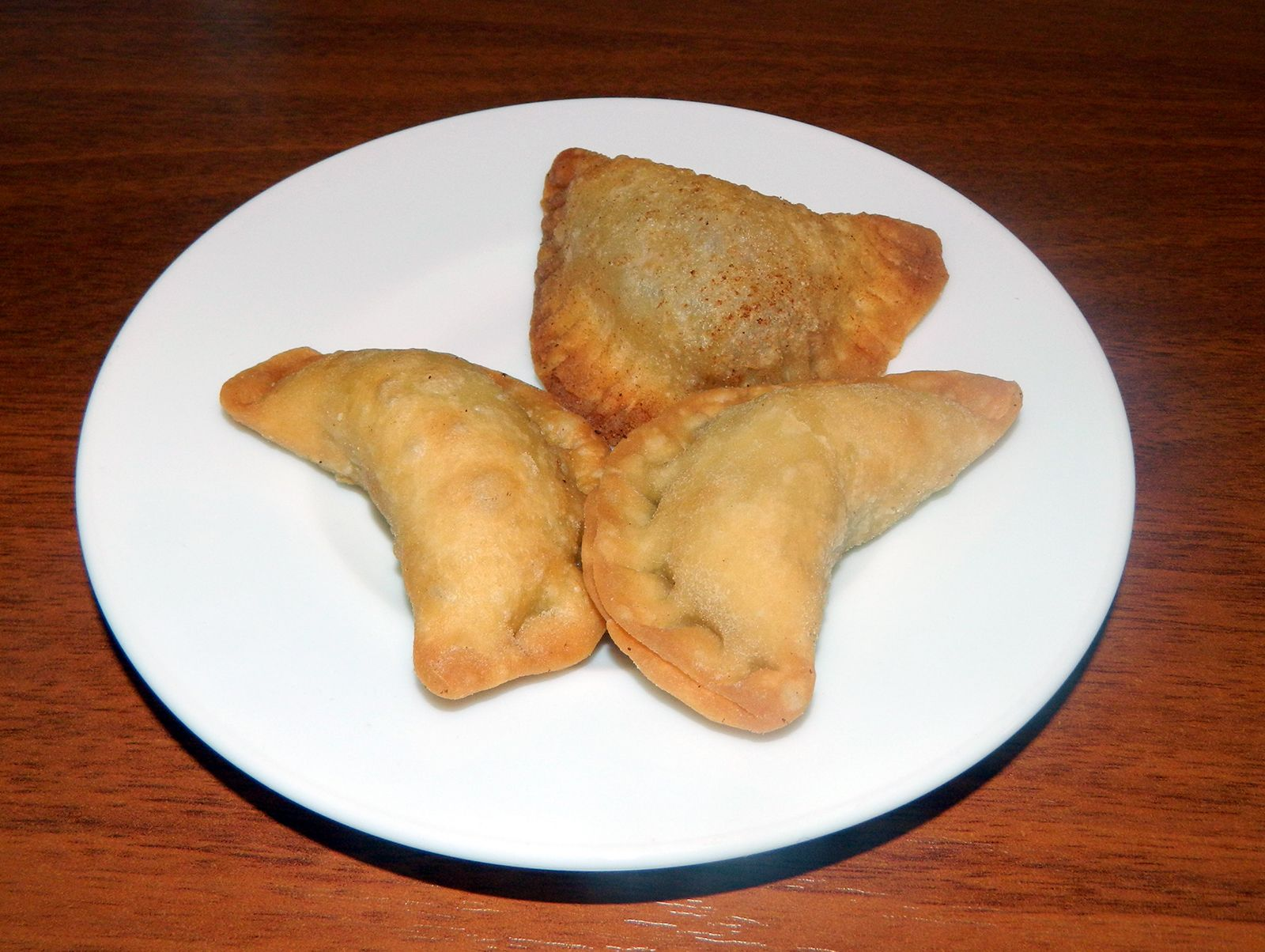
Пермские посикунчики

Посикунчики (посекунчики) — мясные пирожки маленького размера, блюдо русской кухни. Преимущественно распространены в Пермском крае.
По форме посикунчики похожи на вареники. Как правило, для их приготовления используется тесто из пшеничной муки, иногда добавляется талкан (в северных регионах). Для начинки используется рубленое мясо — говядина, баранина или свинина (используется наиболее часто). Подаются, как правило, с соусом из чеснока и сметаны.

## Этимология
Есть две версии происхождения названия: от слова «сечь» (мясо для этих пирожков рубят), от слова «сикать» (из-за того, что при употреблении из пирожка вытекает много сока).